# Královny starověkého Egypta
Souhrnný seznam egyptských starověkých královen najdete v Kategorii: Egyptské královny.

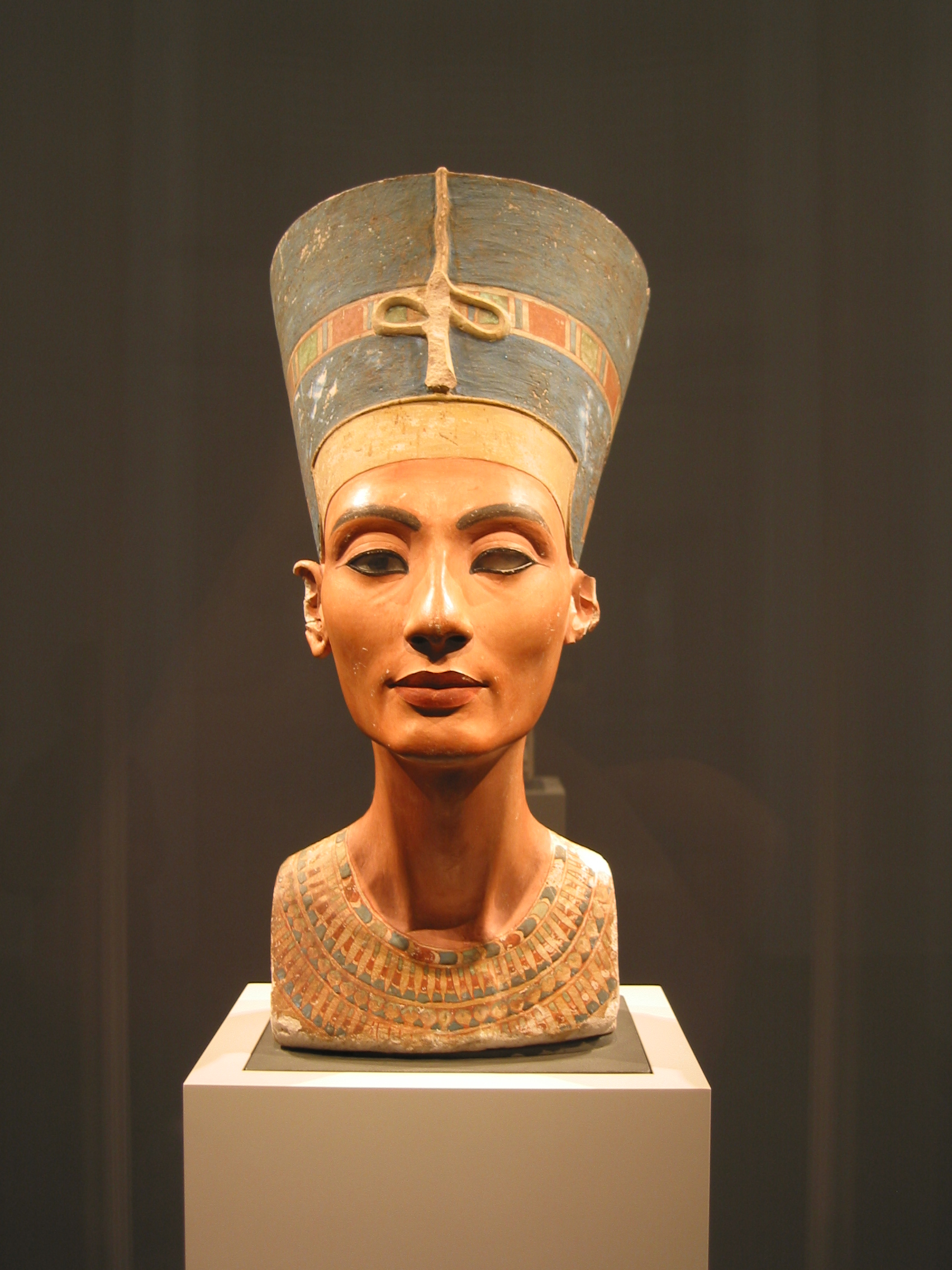
Obdivovaná busta velké královské manželky – královny Nefertiti, kolorovaný štuk na vápenci, sklonek vlády 18. dynastie. Dílo dvorního sochaře Thutmose se vyznačuje výrazným realismem portrétovaných. Busta, nalezená r. 1912 v Achetatonu, je dnes uložená v Egyptském muzeu v Berlíně.

Staroegyptské královny se dělily na hlavní královské manželky – tj. na tzv. velké královské manželky (neboli hlavní manželky/královny) a na vedlejší královské manželky (čili na vedlejší manželky/královny).

## Velké královské manželky, vedlejší královské manželky a královské konkubíny
„Velká královská manželka“ (popř. choť), zkráceně hlavní královna, egyptsky: „ḥmt nswt wrt“, byl oficiální titul nejvýznamnějších staroegyptských královen.
Velké královské manželky pocházely obvykle z egyptské panovnické rodiny a užívaly často titul: královské "dědičné princezny" (blíže viz kapitola níže: Děti královských manželek a konkubín). Tyto dámy byly hlavními manželkami egyptských faraonů, po jejichž boku se oficiálně objevovaly na veřejnosti, v písemnostech či ve výtvarných dílech. Odlišovaly se tak od ostatních oficiálních žen faraona, které nosily titul „vedlejší královské manželky“, zkráceně vedlejší manželky/královny, a které vystupovaly na veřejnosti v omezenější míře.
Hlavní i vedlejší manželky žily se svými dětmi v oddělených částech královských paláců, blízko soukromých místností panovníka.
Vedle královen měl faraon i další ženy, kterými byly královské konkubíny, z nichž některé se mohly stát oficiálními souložnicemi faraona. Tyto ženy obvykle žily v královském harému, který se ovšem odlišuje od pozdějších harémů orientálních, neboť ženy v něm žijící měly větší volnost a staroegyptský harém byl zpravidla i významnou společenskou institucí.

## Původ královen a konkubín

### Královská incestní manželství, aneb egyptské princezny manželkami faraonů
Velké královské manželky vzešly nezřídka z panovnické rodiny – často byly sestrami či dcerami faraonů – či pocházely ode dvora nebo z jeho blízkého okruhu. Z těchto skutečností vidíme, že se v egyptských dynastiích, a to až do doby helénistických Ptolemaiovců včetně, běžně praktikoval panovnický incest.
Incestní spojení s příbuznými mohla posilňovat jak vynikající fyzické a psychické vlastnosti a schopnosti jedinců, tak zároveň mohla přinášet velká genetická rizika. A také je leckdy přinášela, pokud se do rodiny přivdala např. princezna či žena s problematickou genetickou výbavou. Díky tomu mohly být následující generace, ač dosud zdravé, náchylné na nové nemoci, nevhodné vlastnosti či jiná fyzická a psychická postižení, které se dříve v dynastii neobjevovaly, a jež s dalšími incestními svazky často sílily. Takové případy velmi dobře známe z doby raného novověku či z 19. století – např. z všeobecně známých kauz dynastie rakousko-španělských Habsburků, dynastie bavorských Wittelsbachů či parmských Bourbonů.
Pro Egypt si pak můžeme uvést jako příklady nepříznivých incestních spojení: nedávno vědecky objasněný případ fyzicky postiženého Tutanchatona/Tutanchamona nebo kauzy řady velmi krutých, až psychopaticky se chovajících příslušníků dynastie Ptolemaiovců.
O genetickém ohrožení potomstva se v době starověku přirozeně nevědělo. Jistá tušení o možné hrozbě a tragických následcích měli snad jen ti nejbystřejší, analytickými schopnostmi nadaní lékaři či někteří lidé u dvora. Tuto skutečnost si musíme připustit, pravdou ale je, že se proti incestním panovnickým svazkům nikdo zřejmě nestavěl. Navíc Egypťané byli bytostně propojení se svým náboženstvím, a jelikož sami bohové, za jejichž potomky se dynastie starého Egypta považovaly, praktikovali incestní manželství, napodobovaly je faraonské rodiny v tomto počínání také.
Ve starověkém Egyptě tak panovnický incest nikoho nepřekvapoval a nepobuřoval, neboť šlo o ukotvený právní zvyk (instituci) faraonů, kteří skrze taková manželství sledovali své politicko-mocenské a náboženské cíle.

### Další místa původu manželek
Méně často vzešly velké královské manželky z jiných (mimodvorských) míst Egypta, jako tomu bylo v případě (níže zmiňované) velké královny Teje, choti Amenhotepa III., která pocházela z hornoegyptského Ipu (dnešního Achmínu).
Bylo také nepsanou egyptskou tradicí, že velké královské manželky nebudou cizinkami.

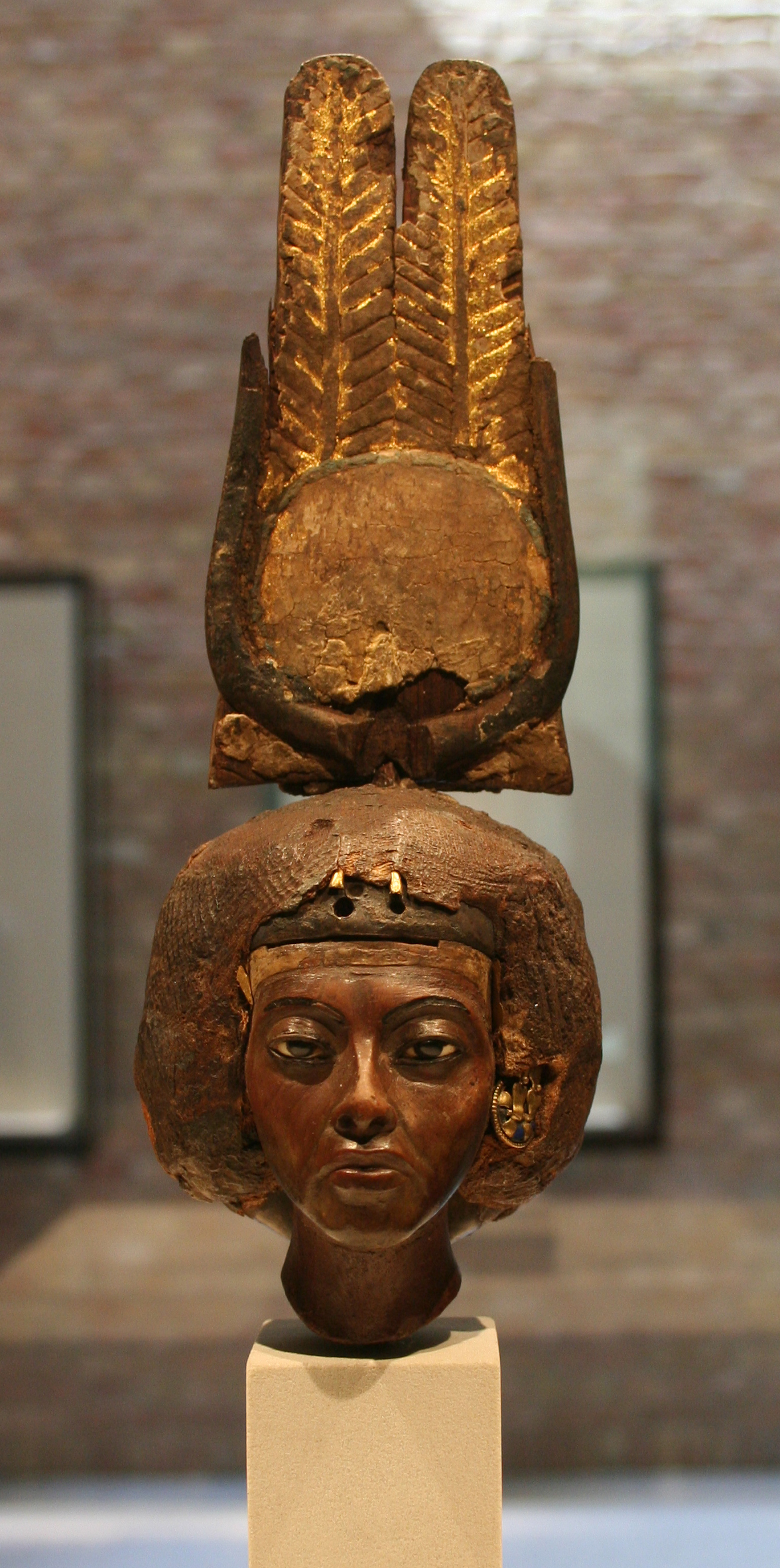
Zpodobnění významné velké královské manželky Teje. Panovnice je zde vypodobněna již ve starším věku. Dřevěná skulptura z pozdní 18. dynastie, jež byla v roce 2011 vystavená v Egyptském muzeu v Berlíně.

Poslední dvě skupiny faraonových žen – vedlejší královny a královské konkubíny – pocházely naopak často z ciziny. Byly dcerami cizích panovníků či vysokých hodnostářů nebo pocházely z různých egyptských provincií či vazalských států. Dcery méně významných panovníků a politiků byly často jen konkubínami.
Vedlejší manželky mohly postoupit na místo velkých královských manželek, zároveň se ale mohlo stát, že některé velké královny (a samozřejmě i vedlejší královny a konkubíny) své postavení ztratily. Buď byly vyhnány ode dvora, nebo mohly být zabity či uvězněny.

## Příklady (hlavních) královských manželek, které výrazně ovlivnily egyptskou historii

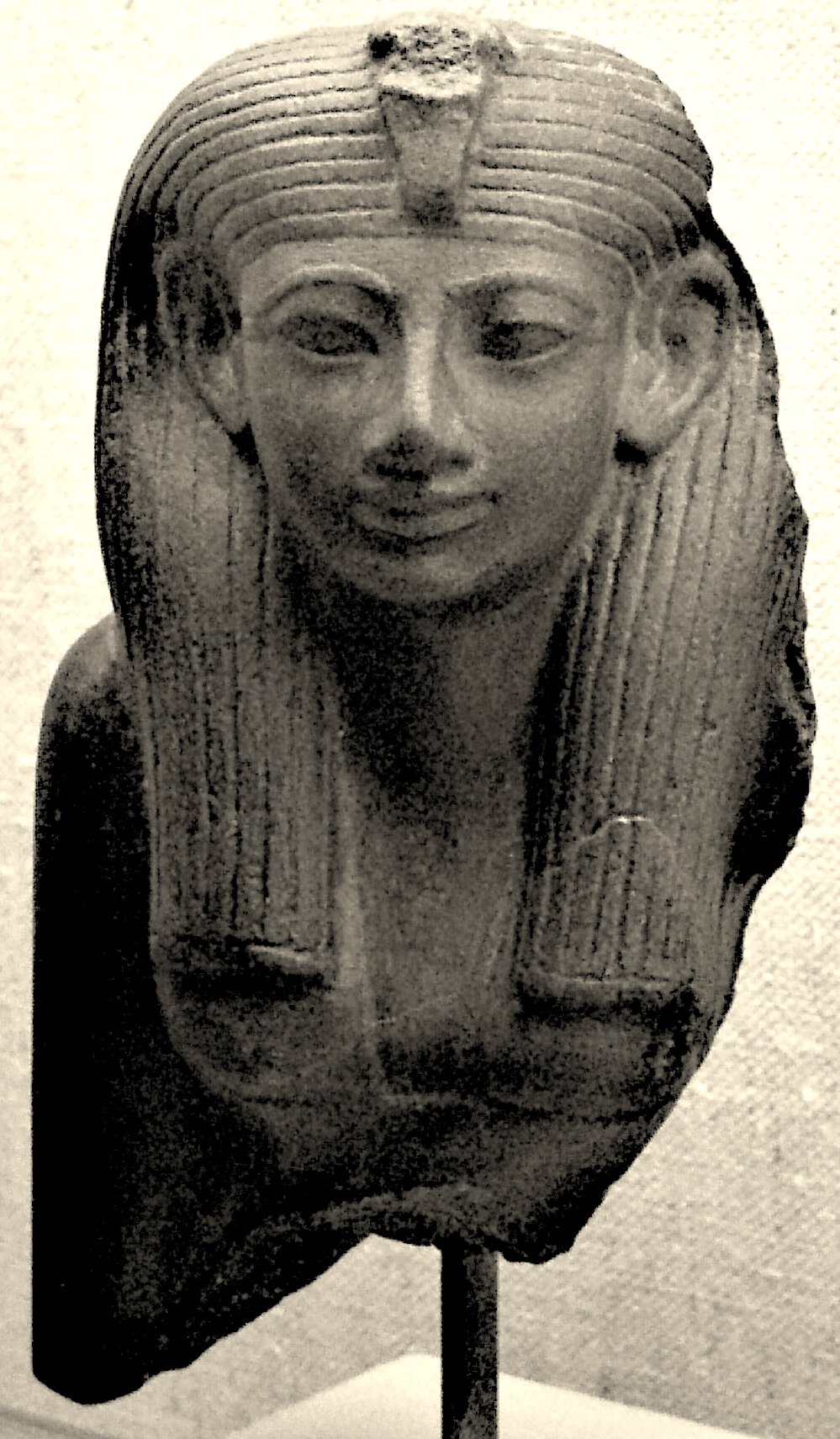
Busta královny Hatšepsut z 18. dynastie. Momentálně se nachází Museum of Fine Arts v Bostonu.

Některé z královen dosáhly mimořádného postavení a vlivu a měly rozhodující slovo nejen u svého chotě-faraona, ale leckdy i u jeho nástupce. V několika ojedinělých případech se těmto silným královnám podařilo za vhodné situace (např. v době nedospělosti nebo slabosti dědice) ovládnout celou egyptskou říši a samy panovaly jako tzv. ženští faraonové. Nejznámějším příkladem (ze staršího před-ptolemaiovského období) je dostatečně popsaný případ královny Hatšepsut z 18. dynastie (1. polovina 15. století př. n. l.). Hatšepsut se nejprve jako dědičná egyptská princezna (titul je vysvětlen níže) provdala za svého (po otci vlastního čili polorodého) bratra Thutmose II., jehož se stala hlavní manželkou. Po brzké faraonově smrti vládla jako regentka za manželova nedospělého syna Thutmose III. (jehož matkou byla Thutmosova vedlejší manželka Eset) a později se dokonce prohlásila suverénním (tj. ženským) faraonem. Mladého Thutmose III. jmenovala sice spolukrálem, ale k vládě ho nepřipustila, a až do své smrti panovala svrchovaně. Celkem vládla Egyptu něco přes 20 let.
Také královna Sebeknofru (panující cca v 1. polovině 18. století př. n. l.) za 12. dynastie, dcera Amenemheta III. a pravděpodobně choť svého bratra (popř. synovce) Amenemheta IV., převzala po manželově skonu – jako vůbec první žena v historii Egypta – titul faraona a vládla po 4 roky.
Na postavení ženského faraona dosáhly i některé pozdní Ptolemaiovny, mezi nimiž vynikla poslední vládkyně země před přičleněním Egypta k Římu – legendární královna Kleopatra VII. Filopátor (žijící v l. 69 př. n. l. až 12. srpna 30 př. n. l.).
Obrovský vliv na své královské manžely a na chod země měly také dvě královny, žijící ve 14. století př. n. l.. Tou první byla velká královská manželka Teje, jež měla značný vliv na svého chotě Amenhotepa III., a nemalou pozici měla i u svého syna Amenhotepa IV./Achnatona. Druhou ženou, která v ten čas dosáhla nejvyšších pozic, je (pravděpodobná) Tejina neteř Nefertiti, velká královská manželka Tejina syna – Amenhotepa IV./Achnatona. Tato královna po boku svého chotě doslova ovlivnila na dlouhá léta náboženský, hospodářský, společenský a politický život celé říše. Je také možné, že také ona nakonec dosáhla titulu ženského faraona. Řada egyptologů má dodnes za to, že na egyptském trůnu seděla pod jménem tajemného faraona Smenchkareho (tato teorie je ale dnes stále více upozaďována).

## Děti královských manželek a konkubín
Dcery zplozené faraonem s velkou královskou manželkou dostávaly titul „velké dědičné princezny“ a měly přednostní dědické právo na egyptský trůn. I proto se stávaly často manželkami svých bratrů, strýců či otců, kteří tím legitimovali své postavení vládce.
Také synové zplození ze vztahu s velkou královskou manželkou měli přednostní právo na trůn. Pokud takový syn nebyl k dispozici, nastupoval na trůn obvykle faraonův syn ze svazku s obyčejnou královnou či konkubínou. Obvykle trůn dědil nejstarší syn vládnoucího faraona. Vyvolený syn si pak obvykle vybral za choť princeznu, zplozenou současným či předchozím faraonem, pokud možno s jeho velkou královskou manželkou či si vzal přímo ovdovělou velkou královskou manželku (teoreticky to mohla být i princova matka, k tomu ale obvykle nedocházelo). Tak se oficiálně legitimoval nárok daného muže na trůn. Jako příklad můžeme uvést faraona Tutanchatona/Tutanchamona, který byl synem faraona Amenhotepa IV./Achnatona z jeho vztahu s vlastní sestrou a zároveň vedlejší královnou, jejíž jméno zřejmě znělo Kija.
Tutanchamon, aby legitimoval nárok na trůn, se oženil se svou nevlastní sestrou Anchesenpaaton/Anchesenamon, jež byla velkou dědičnou princeznou, tj. dcerou (a zároveň i vedlejší královskou manželkou) svého otce Amenhotepa IV./Achnatona. Její matkou byla zesnulá velká královská manželka – královna Nefertiti.

## Jiná pravidla královských svazků
Politickým pravidlem Egypta bylo, že velké dědičné princezny či ovdovělé královny za sňatkem z Egypta neodcházely. Také ostatní egyptské princezny se obvykle z Egypta neprovdávaly. Např. faraon Amenhotep III. odmítl odeslat egyptskou princeznu babylonskému králi s odůvodněním, že se „dcery Egypta“ ze země neprovdávají, a že tento požadavek je zcela nepřípustný. Sám však žádal za svou vedlejší manželku – babylonskou princeznu, v čemž mu nakonec bylo po dlouholetém smlouvání vyhověno.
Odmítáním mimoegyptských nápadníků se zabraňovalo případnému nároku cizích vládců na egyptské provincie či přímo na egyptský trůn. Tím se prakticky omezovala možnost vypuknutí případných válek s cizími státy kvůli dědictví.